# غراهام إيستر
غراهام إيستر (بالإنجليزية: Graham Easter)‏ هو لاعب كرة قدم بريطاني، ولد في 26 سبتمبر 1969. لعب مع بريستون نورث إيند ونادي فيبورج ونادي كرو ألكساندرا.